# طانطان
طانطان، شهری در کشور مراکش است.
بنا به آمار سال ۲۰۰۴ این شهر ۵۸٬۰۷۹ جمعیت دارد.